# William Clay
William Clay (Yokosuka, Japón, 27 de diciembre de 1973) es un deportista estadounidense que compitió en ciclismo en la modalidad de pista. Ganó una medalla de bronce en el Campeonato Mundial de Ciclismo en Pista de 1995, en la prueba de velocidad por equipos.

## Medallero internacional
| Campeonato Mundial | Campeonato Mundial | Campeonato Mundial | Campeonato Mundial    |
| Año                | Lugar              | Medalla            | Competición           |
| ------------------ | ------------------ | ------------------ | --------------------- |
| 1995               | Bogotá (Colombia)  | Medalla de bronce  | Velocidad por equipos |